# إيريك ليفي
إيريك جاك ليفيساي (بالفرنسية: Éric Jacques Levisalles)‏ واسم الشهرة هو إيريك ليفي (بالفرنسية: Eric Lévi)‏ هو موسيقي فرنسي مقيم في لندن وهو مؤسس فرقة إيرا، في سنة 1975 كان عضو مع فابيين شاين في فرقة شاكن ستريت وأنتج ألبومين معه. في سنة 1996 أسس فرقة إيرا لغناء موسيقى العصر الجديد، إختصت بموسيقى الغناء الجريجوري باللاتيني المزيف.

## روابط خارجية
- إيريك ليفي على موقع IMDb (الإنجليزية)
- إيريك ليفي على موقع ألو سيني (الفرنسية)
- إيريك ليفي على موقع ميوزك برينز (الإنجليزية)
- إيريك ليفي على موقع ديسكوغز (الإنجليزية)
- إيريك ليفي على موقع قاعدة بيانات الفيلم (الإنجليزية)